# Конти, Херман
Херман Андрес Конти (исп. Germán Andrés Conti; род. 3 июня 1994, Санта-Фе) — аргентинский футболист, защитник аргентинского Расинга.

## Клубная карьера
Конти — воспитанник клуба «Колон» из своего родного города. 10 декабря 2013 года в матче против «Олимпо» Херман дебютировал в аргентинской Примере, но дебют был омрачён красной карточкой. По итогам сезона клуб вылетел в Примеру B, но Конти остался в команде. Херман уже на следующий год помог клубу вернуться в элиту. 25 июля 2015 года в поединке против «Ривер Плейт» Конти забил свой первый гол за «Колон».
27 мая 2018 года Конти подписал пятилетний контракт с лиссабонской «Бенфикой». 27 сентября в матче против «Шавиша» он дебютировал в Сангриш лиге. В поединке Кубка Португалии против «Монталегри» Херман забил свой первый гол за «Бенфику». В своём дебютном сезоне он стал чемпионом Португалии.
В начале 2020 года для получения игровой практики Конти на правах аренды перешёл в мексиканский «Атлас». 26 января в матче против УАНЛ Тигрес он дебютировал в мексиканской Примере. 8 ноября в поединке против УАНЛ Тигрес Херман забил свой первый гол за «Атлас». В начале 2021 года Конти был арендован бразильской «Баией». 28 марта в поединке Копа де Нордесте против «Алтос» Херман дебютировал за основной состав. 30 мая в матче против «Сантоса» он дебютировал в бразильской Серии A. В начале 2022 года Конти на правах аренды перешёл в «Америка Минейро». 3 февраля в матче Лиги Минейро против «Крузейро» он дебютировал за новую команду.
30 января 2023 года Конти подписал контракт на 2,5 года с московским «Локомотивом». 27 февраля в поединке Кубка России против московского «Спартака» Херман дебютировал за основной состав. В матче против «Ростова» дебютировал в РПЛ.
23 августа 2023 года стало известно, что Конти отправляется в аренду в аргентинский клуб «Колон» до конца сезона.

## Достижения
«Бенфика» (Лиссабон)
- Чемпион Португалии: 2018/19
- Обладатель Суперкубка Португалии: 2019